# Fulcanelli
Fulcanelli是一个法国作家的笔名，据Fulcanelli的学生Eugene Canseliet说，Fulcanelli给他一种特殊的粉末，他用这种粉末把100克铅转变为黄金。